# Brendan Bracken
Brendan Bracken, I Visconte Bracken (Templemore, 15 febbraio 1901 – Londra, 8 agosto 1958), è stato un politico britannico.

## Biografia
Negli anni precedenti la seconda guerra mondiale fece l'editore di giornali, lavorando in particolare presso il Financial Times e presso l'Economist. Durante questo periodo si batté perché i politici e l'opinione pubblica britannica fossero sensibilizzati al pericolo della aggressione nazista e predicò un avvicinamento all'Unione Sovietica.

Il governo Churchill, 11 maggio 1940

Appoggiò quindi la tesi di Winston Churchill e nel 1940 divenne suo segretario parlamentare. Nel luglio 1940 entrò del governo Churchill, prendendo il posto di ministro dell'informazione che era stato fino ad allora di Duff Cooper e mantenendolo fino al 1945.
Il 27 agosto 1943 tenne a New York una conferenza stampa sul volo di Rudolf Hess in Gran Bretagna. Nel governo conservatore del 5 luglio 1945 guidato da Churchill dopo la fine del governo di coalizione di guerra divenne per un breve periodo Primo Lord dell'Ammiragliato.